# 狩野耕太郎
狩野 耕太郎（かのう こうたろう、1977年6月28日 - ）は、日本の元プロアイスホッケー選手。フォワード、身長168cm、体重76キロ。日本人の父親とロシア人の母親を持つ。
日本人初のロシアアイスホッケープロリーグ選手。

## 経歴
15歳で単身ロシアへ行き、クリリヤソベェトフに入団。16歳でプロデビューし日本人初のロシアプロアイスホッケー選手となる。
クリリヤ ソヴェトフ（КРЫЛЬЯ СОВЕТОВ）、HCディナモ・モスクワの2部でプレーした。